# Jorcas
Jorcas es una localidad y municipio de la provincia de Teruel, en Aragón, España. Está situado a una altitud de 1357 m s. n. m. y tiene una extensión de 26,20 kilómetros cuadrados. Cuenta con una población de 39 habitantes (INE 2024).

## Demografía
Jorcas cuenta con una población de 39 habitantes (INE 2024).
| Gráfica de evolución demográfica de Jorcas entre 1842 y 2021                                                        |
| |
| Población de derecho según los censos de población del INE Población de hecho según los censos de población del INE |

## Administración y política
| Período   | Alcalde                   | Partido |  |
| --------- | ------------------------- | ------- |  |
| 1979-1983 | Pedro Jesús Romero Piquer | UCD     |  |
| 1983-1987 |                           |         |  |
| 1987-1991 |                           |         |  |
| 1991-1995 |                           |         |  |
| 1995-1999 |                           |         |  |
| 1999-2003 |                           |         |  |
| 2003-2007 |                           |         |  |
| 2007-2011 |                           |         |  |
| 2011-2015 | Román Izquierdo Feced     | PP      |  |

| Partido político    | Partido político                                   | 2003   | 2007   | 2011   | 2015   |
| Partido político    | Partido político                                   | Ediles | Ediles | Ediles | Ediles |
|                     | Partido Popular de Aragón (PP)                     | 1      | 1      | 2      | 1      |
|                     | Partido Aragonés (PAR)                             | —      | —      | 1      | —      |
|                     | Partido de los Socialistas de Aragón (PSOE-Aragón) | —      | —      | —      | —      |
| Total de concejales | Total de concejales                                | 1      | 1      | 3      | 1      |

## Patrimonio
Se conservan las ruinas del Castillo de Jorcas, que fue cedido a Sancho VII de Navarra en 1214.
Su iglesia parroquial está dedicada a la Virgen de la Asunción y fue construida en el siglo XVI, con una única nave provista de ábside poligonal y bóvedas estrelladas, revestida posteriormente, hacia 1746, con decoración rococó.
Su casa consistorial consiste en una lonja con tres arcos, y data de 1797.
Destacan también las ermitas de Santa Águeda y de San José.

## Fiestas locales
- 29 de abril: en honor de San Pedro Mártir
- 15 de agosto: festividad de la Asunción (Virgen de Agosto).